# Юзефіна (Мазовецьке воєводство)
Юзефіна (пол. Józefina) — село в Польщі, у гміні Жаб'я Воля Ґродзиського повіту Мазовецького воєводства.
У 1975-1998 роках село належало до Скерневицького воєводства.